# Campeonato Mundial de Ciclocrós de 2027
El LXXVIII Campeonato Mundial de Ciclocrós se celebrará en Ostende (Bélgica) en febrero de 2027 bajo la organización de la Unión Ciclista Internacional (UCI) y la Federación Belga de Ciclismo.